# Enimex
Enimex fue una aerolínea con base en Tallin, Estonia. Opera vuelos de carga y vuelos chárter de pasajeros, así como operaciones en wet lease en todo el mundo. Su base principal de operaciones estaba en el Aeropuerto de Tallin Lennart Meri.

## Historia

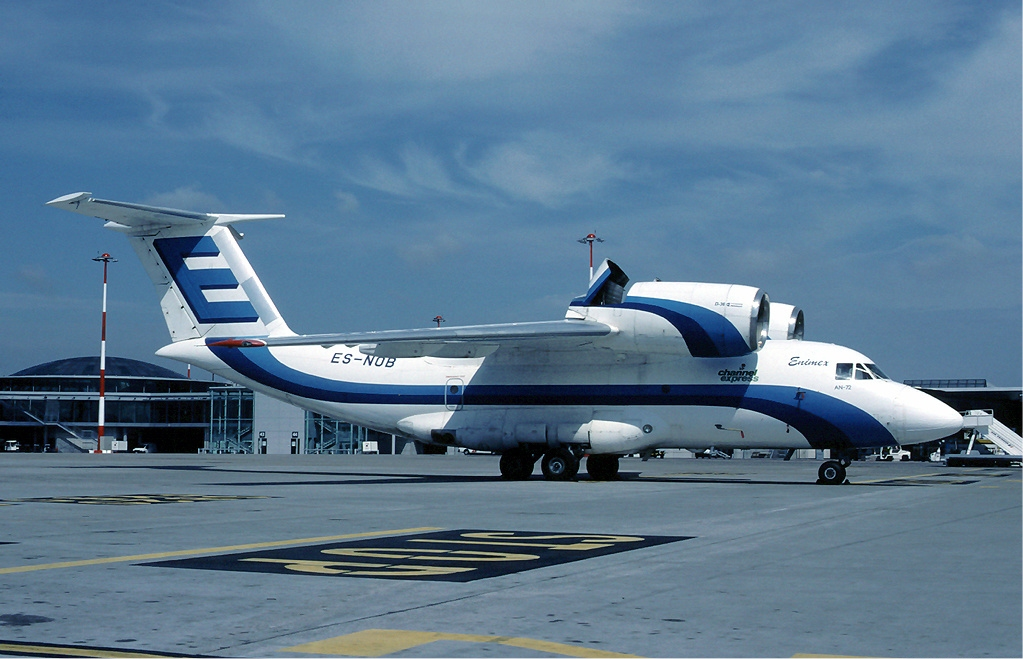
Antonov An-72 de Enimex en el Euroaeropuerto en 2001.

La aerolínea fue fundada y comenzó a operar el 26 de septiembre de 1994. En marzo de 2006, La Administración de Aviación Civil de Estonia (ECAA) canceló la licencia para vuelos de pasajeros de Enimex. El Antonov An-72 de Enimex que había estado operando los vuelos regulares de pasajeros con Finlandia, fue declarado por las autoridades como no aptos para el transporte de pasajeros. Posteriormente se le volvió a otorgar la licencia de pasajeros por parte de las autoridades "por error", pero que no fue cancelada posteriormente, no volvieron a ser utilizados para operar vuelos regulares de pasajeros. Como resultado Soder Airlines tuvo que cancelar sus vuelos a la Laponia finlandesa ya que el avión operado por Enimex vio también retirado su permiso de transporte de pasajeros de la Dirección de Aviación Civil Finlandesa.

## Flota

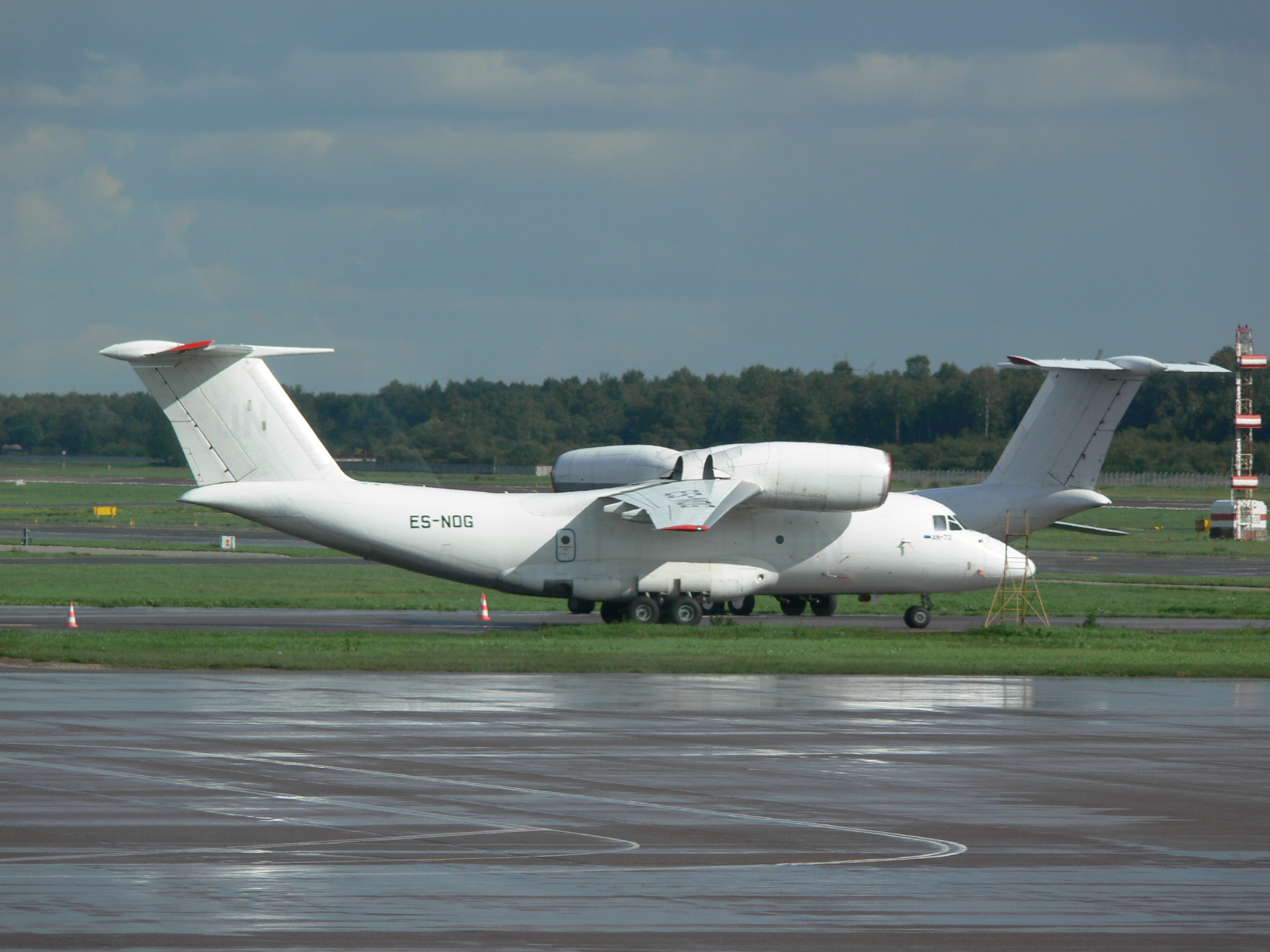
La librea completamente blanca de Enimex de Antonov An-72 ES-NOG.

Durante su existencia Enimex operó las siguientes aeronaves:
- Antonov An-28
- Antonov An-72
- BAe ATP

## Incidentes y accidentes
Se han registrado dos accidentes con víctimas mortales en Enimex, con un total de cuatro muertes:
- 29 de noviembre de 1999 − Antonov An-28 ES-NOF durante un vuelo de carga de Oslo a Budapest con parada en Szczecin se estrelló en un campo de Polonia. No se produjeron muertes, pero el avión quedó completamente destruido.[3]

- 23 de noviembre de 2001 − Vuelo 1007 de ELK Airways operado por Enimex el Antonov AN-28 ES-NOV cuando intentaba aterrizar en el Aeropuerto de Kärdla en una situación de mala meteorología se estrelló contra unos árboles a unos 1,5 km del aeropuerto. De los 14 pasajeros y tres tripulantes que viajaban a bordo, 2 pasajeros murieron. La investigación determinó que la causa del accidente fue un error del piloto.[4][5]

- 21 de abril de 2002 – Antonov An-72 ES-NOP se estrelló cuando intentaba aterrizar en Wamena, Indonesia. No se produjeron muertes, pero el avión quedó completamente destruido.[6]

- 10 de febrero de 2003 − Antonov AN-28 ES-NOY en un vuelo regular de carga desde Tallin a Helsinki, se estrelló poco después de despegar del Aeropuerto Lennart Meri de Tallin. El avión se detuvo a unos 300 metros de la pista. Dos de los tres tripulantes que iban a bordo murieron.[7][8]